# Gunilla Andersson (ijshockeyer)
Gunilla Andersson (Skutskär, 26 april 1975) is een ijshockeyer uit Zweden.
Andersson speelt voor het Zweeds nationaal ijshockeyteam en kwam onder andere uit op de Wereldkampioenschappen in 2007.
Ook speelde Andersson op de Olympische Winterspelen, in 1998 werd ze vijfde. Vier jaar later op de Winterspelen in 2002 behaalde ze een bronzen medaille, dat ze vier jaar later wist te verbeteren op de Winterspelen in 2006, waar ze een zilveren medaille scoorde.
Op de Winterspelen in 2010 behaalde ze een vierde plaats.